# Маккензи, Бенджамин
Бе́нжамин Макке́нзи Ше́нккан (англ. Benjamin McKenzie Schenkkan; род. 12 сентября 1978, Остин, Техас, США) — американский актёр и режиссёр, известный по ролям в телесериалах «Одинокие сердца», «Саутленд» и «Готэм».

## Биография
Бенджамин Маккензи Шенккан родился 12 сентября 1978 года в городе Остин, штат Техас, в семье юриста Пита Шенккана и его жены-поэтессы Фрэнсис. Дядя Бенджамина, драматург и актёр Роберт Шенккан, является лауреатом Пулитцеровской премии. После окончания школы в 1997 году Бенджамин поступил на факультет международных отношений и экономики Виргинского университета, в котором учились его отец и дед. Во время учёбы в университете Шенккан начал играть в студенческих театральных постановках. В 2001 году он переехал в Нью-Йорк, чтобы стать актёром. Он играл в небродвейском театре в постановке «Жизнь — это мечта», параллельно подрабатывая официантом. Летом он играл в нескольких постановках в рамках Уильямстаунского театрального фестиваля.
После недолгого пребывания в Нью-Йорке Бен Шенккан переехал в Лос-Анджелес. Он вынужден был использовать сценическое имя Бенджамин Маккензи, так как в Гильдии киноактёров уже был зарегистрирован актёр с похожей фамилией - Бен Шенкман (Ben Schenkman). В 2003 году Маккензи получил одну из главных ролей в молодёжном телесериале «Одинокие сердца» телеканала Fox. В сериале он сыграл Райана Этвуда, юношу из бедного района, который окунается в жизнь элиты округа Ориндж. Благодаря этой роли Маккензи в одночасье получил широкую известность и был дважды, в 2004 и 2005 годах, номинирован на премию Teen Choice Awards в номинации «лучший актёр драматического сериала».
В 2005 году Маккензи дебютировал в большом кино, снявшись в независимой драме «Июньский жук». В 2007 году он сыграл небольшую роль в триллере «88 минут» с Аль Пачино в главной роли. С 2009 по 2013 годы Маккензи снимался в телевизионном сериале «Саутленд», где играл роль молодого патрульного полицейского Бена Шермана.
В феврале 2014 года Маккензи был утверждён в основной состав американского телесериала «Готэм» на роль детектива Джеймса Гордона.

## Личная жизнь
2 июня 2017 года Маккензи женился на Морене Баккарин, с которой встречался с марта 2015 года. У супругов двое детей — дочь Фрэнсис Лайз Сетта Шенккан (род. 2 марта 2016) и сын Артур Шенккан (род. март 2021).

### «Ночь в Вегасе: Как Бенджамин Маккензи чуть не пропустил съёмки из-за вечеринки»[8]
Издание: Radar Online
Во время съёмок второго сезона «Готэма» актёрский состав отправился в Лас-Вегас на выходные, чтобы отпраздновать окончание сложного блока эпизодов. По словам инсайдеров, Бенджамин Маккензи "слишком увлёкся" азартными играми и бесплатными коктейлями казино. В какой-то момент он якобы забрался на бар в ночном клубе, декламируя монолог своего персонажа Джеймса Гордона перед толпой туристов. На следующее утро Маккензи проснулся в номере отеля с похмельем и едва успел вернуться в Нью-Йорк к съёмкам. Его коллеги по сериалу шутливо предложили добавить эту историю в сценарий как флешбэк Гордона.

### 2. «Скандал на площадке: Бенджамин Маккензи подозревается в употреблении марихуаны»
Издание: Page Six
В начале третьего сезона «Готэма» ходили слухи, что Маккензи был замечен курящим что-то подозрительно пахнущее за декорациями Готэм-сити. Режиссёр одной из серий заявил, что Бенджамин был "слишком расслабленным" во время репетиций. Актёр позже объяснил, что это был просто травяной чай, который он пил для снятия стресса. Однако его коллега Доннал Логан (исполнитель роли Харви Буллока) подколол его: "Если это чай, то почему ты всё время улыбаешься, глядя на крысу?"

### 3. «Дебош в VIP-зоне: Маккензи и компания нарушили спокойствие элитного клуба»
Издание: The Sun
Во время съёмок финального сезона «Готэма» Маккензи и группа актёров решили отметить окончание проекта в одном из самых престижных ночных клубов Манхэттена. Согласно источникам, вечер начался мирно, но быстро вышел из-под контроля, когда Бенджамин заказал несколько бутылок дорогого шампанского и начал раздавать их официантам. Пиком вечера стало, когда актёр попытался организовать импровизированное караоке прямо в VIP-зоне, исполнив песню Livin' on a Prayer Bon Jovi вместе с Робином Лорд Тейлором (актёром, играющим Пингвина). Охрана клуба мягко попросила компанию покинуть помещение, но никто не остался недовольным — даже вышибалы были в восторге от их энергии.

## Избранная фильмография
| Год       |    | Русское название          | Оригинальное название | Роль               |
| --------- | -- | ------------------------- | --------------------- | ------------------ |
| 2002      | с  | Округ Колумбия            | The District          | Тим Раскин         |
| 2003      | с  | Военно-юридическая служба | JAG                   | старшина Спенсер   |
| 2003—2007 | с  | Одинокие сердца           | The O.C.              | Райан Этвуд        |
| 2004      | с  | Безумное телевидение      | MADtv                 | Райан Этвуд        |
| 2005      | ф  | Июньский жук              | Junebug               | Джонни             |
| 2007      | ф  | 88 минут                  | 88 Minutes            | Майк Стемп         |
| 2008      | ф  | Джонни взял ружье         | Johnny Got His Gun    | Джо Бонэм          |
| 2009—2013 | с  | Саутленд                  | Southland             | офицер Бен Шерман  |
| 2011      | мф | Бэтмен: Год первый        | Batman: Year One      | Брюс Уэйн / Бэтмен |
| 2013      | ф  | Расшифровка Энни Паркер   | Decoding Annie Parker | Том                |
| 2013      | ф  | Прощай, мир               | Goodbye World         | Ник Рэндуорт       |
| 2014—2019 | с  | Готэм                     | Gotham                | Джеймс Гордон      |
| 2019      | ф  | Отчёт о пытках            | The Report            |                    |